# Pitsburg, Ohio
Pitsburg là một làng thuộc quận Darke, tiểu bang Ohio, Hoa Kỳ. Năm 2010, dân số của làng này là 388 người.

## Dân số
- Dân số năm 2000: 392 người.
- Dân số năm 2010: 388 người.